# エドモンソン式乗車券

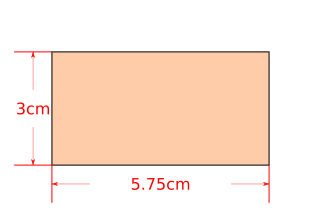
エドモンソン式乗車券のサイズ

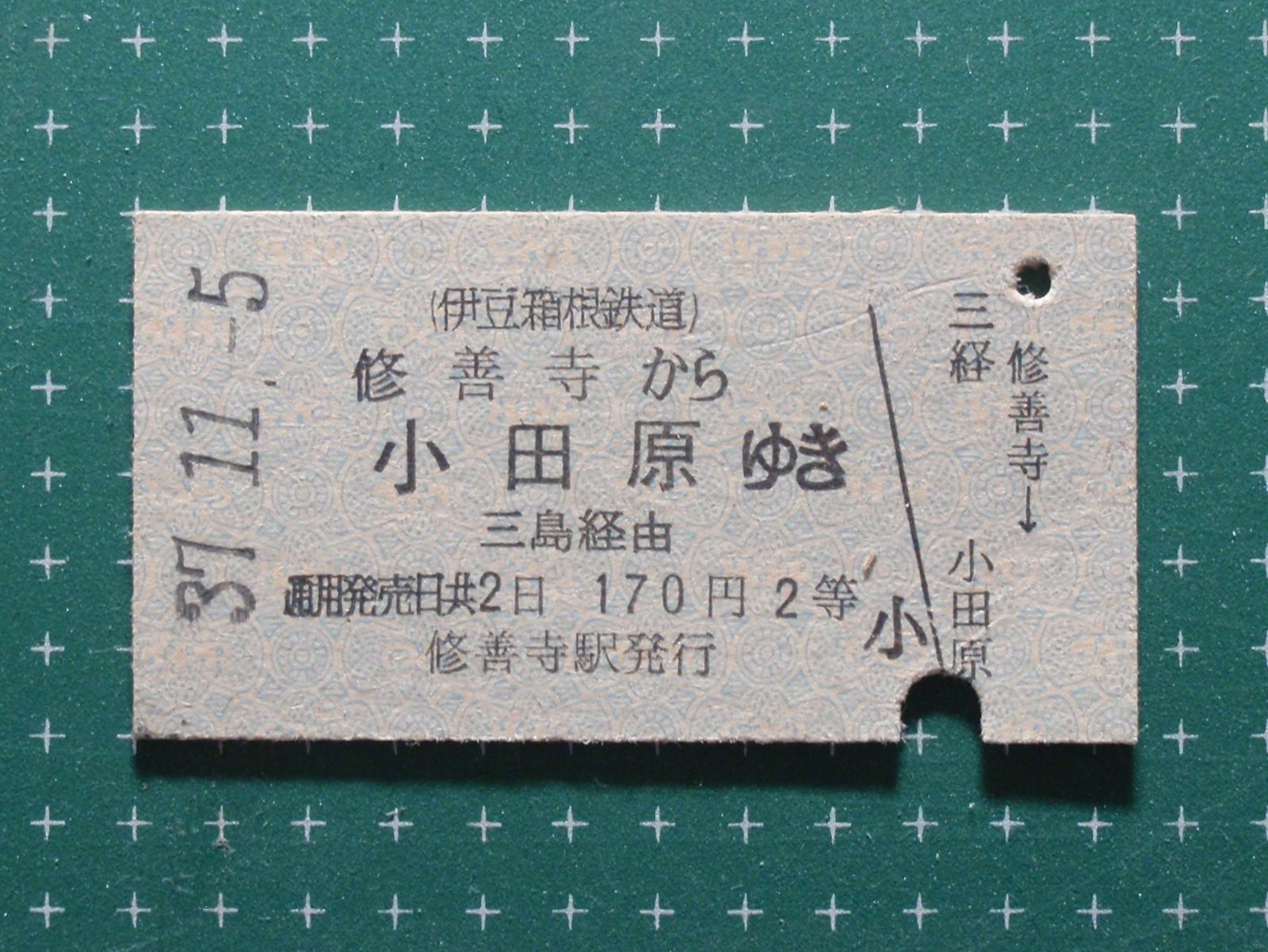
エドモンソン式乗車券の例

エドモンソン式乗車券（エドモンソンしきじょうしゃけん）は、日本を含む世界各国の鉄道で使用されている乗車券の規格サイズである。略して「エド券」とも呼ばれる。

## 歴史
1836年、英国ニューカッスルカーライル鉄道（Newcastle and Carlisle Railway）の駅長だったトーマス・エドモンソンが考案した。

## サイズ
長さ3cm、幅5.75cmの横長である。日本国有鉄道では「A型券」と称した。他にも、長さ2.5cm、幅5.75cmの「B型券」、長さ6cm、幅5.75cmの「C型券」、長さ3cm、幅8.5cmの「D型券」があった。エドモンソンが考案したのはA型券だけである。東日本旅客鉄道の自動券売機では、基本的に1690円までの切符が「A型券」で発券される。私鉄の回数券や日本国外の鉄道では、縦長で発券されるものもみられる。

## 使用法
自動券売機は切符販売の都度、幅5.75cmのロール状専用紙の表面に額面を印字して規定の長さに切断して発券する。1ロールで数千枚の発券能力があるが、現在はSuicaなどのIC乗車券の普及により、使用量は減少傾向にある。